# Thanasīs Kolitsidakīs
Thanasīs Kolitsidakīs (in greco Θανάσης Κολιτσιδάκης?; Salonicco, 21 novembre 1966) è un allenatore di calcio ed ex calciatore greco, di ruolo difensore.

## Carriera
Ha giocato nella prima divisione greca.

## Palmarès

### Giocatore

#### Competizioni nazionali
- Supercoppa di Grecia: 1

Panathīnaïkos: 1994
- Campionato greco: 2

Panathīnaïkos: 1994-1995, 1995-1996
- Coppa di Grecia: 1

Panathīnaïkos: 1994-1995